# El Rancho
El Rancho és una concentració de població designada pel cens dels Estats Units a l'estat de Nou Mèxic. Segons el cens del 2000 tenia 817 habitants.

## Demografia
Segons el cens del 2000, El Rancho tenia 817 habitants, 310 habitatges, i 221 famílies. La densitat de població era de 137,2 habitants per km².
Dels 310 habitatges en un 39,4% hi vivien nens de menys de 18 anys, en un 56,1% hi vivien parelles casades, en un 10,6% dones solteres, i en un 28,4% no eren unitats familiars. En el 24,5% dels habitatges hi vivien persones soles el 5,2% de les quals corresponia a persones de 65 anys o més que vivien soles. El nombre mitjà de persones vivint en cada habitatge era de 2,64 i el nombre mitjà de persones que vivien en cada família era de 3,16.
Per edats la població es repartia de la següent manera: un 27,8% tenia menys de 18 anys, un 7,3% entre 18 i 24, un 28% entre 25 i 44, un 25,6% de 45 a 60 i un 11,3% 65 anys o més.
L'edat mediana era de 37 anys. Per cada 100 dones de 18 o més anys hi havia 89,7 homes.
La renda mediana per habitatge era de 31.450 $ i la renda mediana per família de 33.958 $. Els homes tenien una renda mediana de 32.500 $ mentre que les dones 23.864 $. La renda per capita de la població era de 17.353 $. Aproximadament el 5,4% de les famílies i el 7,4% de la població estaven per davall del llindar de pobresa.

## Poblacions properes
El següent diagrama mostra les poblacions més properes.